# Ретино-гипоталамический тракт
Ретино-гипоталамический тракт (РГТ) — нервный путь, участвующий в циркадианных ритмах млекопитающих Исходным пунктом гипоталамического тракта являются внутренне светочувствительные ганглиозные клетки сетчатки (ipRGC), содержащие фотопигмент меланопсин. Аксоны ipRGC, принадлежащие ретино-гипоталамическому тракту, моносинаптически проецируются в супрахиазматические ядра (SCN) через зрительный нерв и зрительный перекрест . Супрахиазматическом ядра воспринимают и интерпретируют информацию об окружающей освещенности и продолжительности светового, что важно для настройки «биологических часов». Они также координируют периферические «часы» и стимулируют шишковидную железу на секрецию гормона мелатонина .

## Структура
Ретино-гипоталамический тракт состоит из ганглиозных клеток сетчатки. Отдельная популяция ганглиозных клеток, известная как внутренне светочувствительные ганглиозные клетки сетчатки (ipRGC), отвечает за передачу в мозг визуальных сигналов, не формирующих изображения. Только около двух процентов всех ганглиозных клеток сетчатки являются ipRGC, клеточные тела которых находятся в основном в слое ганглиозных клеток (некоторые размещаются во внутреннем ядерном слое сетчатки). На дендритах ipRGC находится фотопигмент меланопсин, придавая ipRGC чувствительность к свету в отсутствие палочек или колбочек. Дендриты распространяются наружу от ipRGCs в толще внутреннего плексиформного слоя. Эти дендриты также могут получать обычные сигналы от остальной части нейросетчатки. Затем эти сигналы передаются через зрительный нерв, который проецируется в супрахиазматическое ядро (СХЯ), переднюю гипоталамическую область, ретрохиазматическую область и латеральный гипоталамус. Однако большая часть RHT заканчивается в SCN.

## Нейротрансмиттеры

### Глутамат
Уровни глутамата в RHT измеряют с помощью иммунореактивности. Нервные окончания сетчатки обнаруживают значительно более высокое содержание глутаматной иммунореактивности, чем постсинаптические дендриты и неретинальные окончания. Более высокая иммунореактивность в терминалях указывает на готовность к передаче сигналов. При этом по мере прохождения сигналов по RHT глутамат расходуется. Было показано, что передача глутамата в СХЯ вызывает фазовые сдвиги в циркадианных ритмах (см. ниже).

### Полипептид, активирующий аденилатциклазу гипофиза (PACAP)
Полипептид, активирующий аденилатциклазу гипофиза (PACAP), хранится и передается совместно с глутаматом в окончаниях сетчатки. Более девяноста процентов всех волокон RHT, проецируемых в SCN, хранят PACAP. Белый свет вызывает активацию ганглиозных клеток, содержащих PACAP. В результате концентрации PACAP в SCN ниже в течение дня и выше ночью.

## Влияние на циркадные ритмы

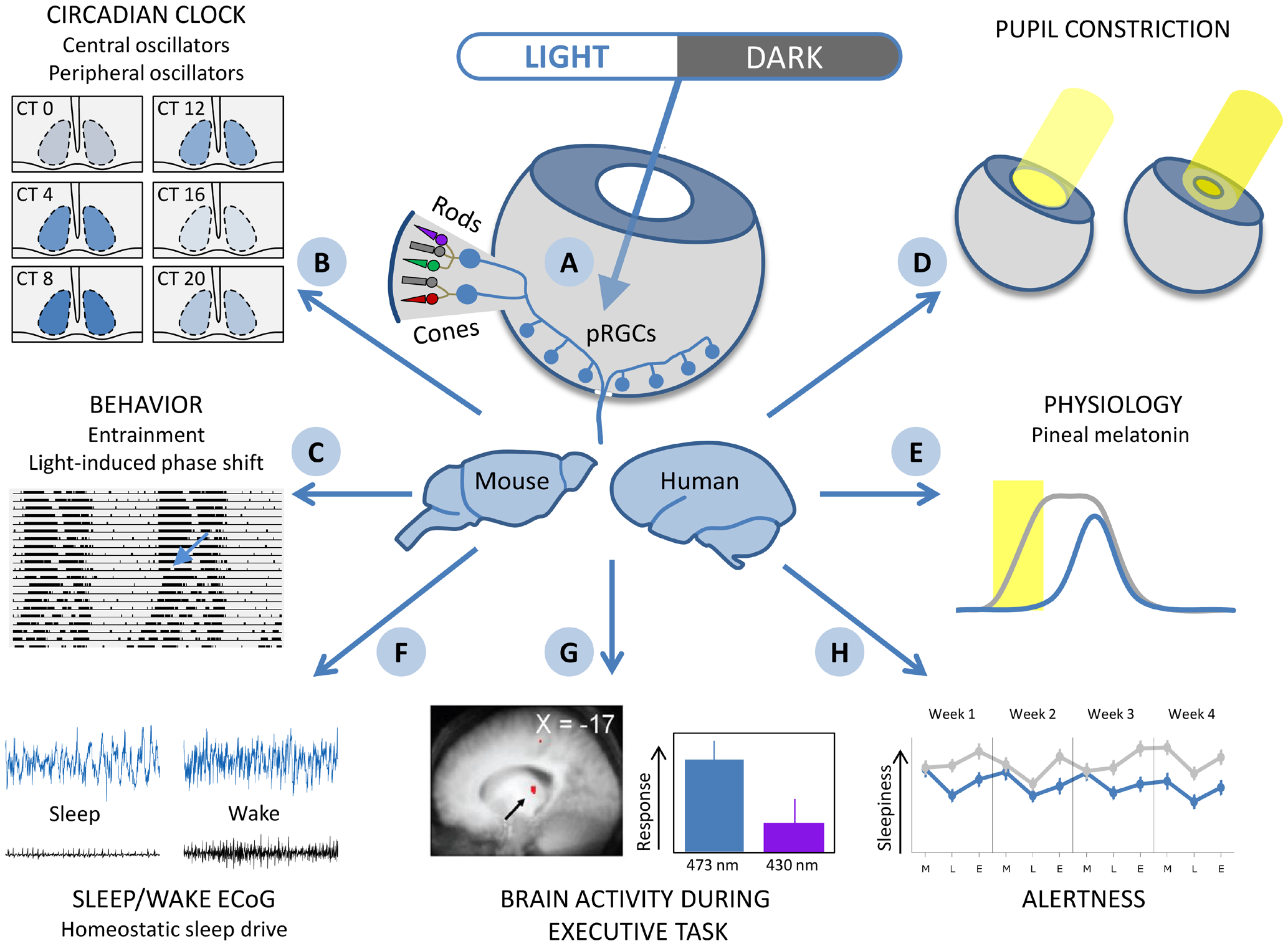
Схема общих эффектов воздействия света

SCN гипоталамуса содержит эндогенный стимулятор ритма, который регулирует циркадные ритмы. Было обнаружено, что наиболее сильное влияние на SCN оказывает свет. Информация в другие части мозга передается нейротрансмиттерами, переносимыми по RHT. При повреждении этого пути могут возникнуть изменения циркадных ритмов, включая фазовые сдвиги. Исследования, проведенные на крысах, показывают, что даже с сильно дегенеративными фоторецепторами (слепыми, без восприятия видимого света) они обладают способностью поддерживать цикл свет/темнота, до тех пор пока имеются неповрежденные RHT.